# Chen Yi (Kuomintang)
Chen Yi var en kinesisk militär i den Nationella revolutionära armén. Han var den högste ledaren och garnisonskommendant i Taiwan sedan ön överlämnats till Republiken Kina efter Japans kapitulation 1945. Hans misslyckade hantering av spänningarna mellan taiwaneserna och nyinflyttade kineser från fastlandet utlöste 28 februari-händelsen. Han blev avsatt på grund av detta och senare avrättad för illojalitet mot Guomindang (inte relaterat till uppdraget i Taiwan). 
Chen studerade vid Qiushiakademin (nu Zhejianguniversitetet) och från 1902 och sju år framåt på en militär akademi i Japan. Under tiden i Japan gick han med i det hemliga Förnya lyktan-sällskapet Guangfuhui som var emot Qingdynastin. Han återvände till Japan år 1917 för att studera vid ett militäruniversitet i tre år för att sedan bosätta sig i Shanghai. Han blev förste senator och guvernör i Zhejiang-provinsen från oktober 1925. 
Chen var också chef för den Nationella revolutionära arméns 19:e armé. Från 1927 arbetade han på departementet för militära angelägenheter, och sedan 1933 som ordförande i provinsen Fujian och generalsekreterare i regeringen. Chen tjänstgjorde därefter som guvernör i Fujian i åtta år, med början år 1934. Hans erfarenheter i Fujian, fastlandsprovinsen rakt över sundet från Taiwan och ursprung för större delen av Taiwans befolkning, var avgjort en faktor i valet av Chen för att ta kontroll över Taiwan vid krigsslutet. 
Genom beslut av general Douglas MacArthur reste Chen Yi tillsammans med George H. Kerr till Taiwan för att motta japanernas kapitulation som representant för Republiken Kina. Den 25 oktober 1945 undertecknade han kapitulationen tillsammans med general Ando Rikichi, den japanska generalguvernören i Taiwan.
Under de första åren av kinesiskt styre orsakade svår korruption inom den nya administrationen under ledning av Chen skenande inflation, vilket i sin tur ledde till omfattande lokalt missnöje. Anklagelser om "carpetbaggers" med nya invandrare från fastlandet som spekulerade i billig mark på Taiwan och ett sammanbrott för viktiga samhällsfunktioner bidrog också till att öka spänningarna. Eftersom Chen gjorde förvånansvärt lite för att lämna sitt kontor och interagera med det taiwanesiska samhället han regerade över uppmärksammade han inte det växande missnöjet på ön.
Den 28 februari 1947 blossade våld upp riktat mot fastlandskineser, föranlett av en incident där civila skadades och sköts på grund av överträdelse av ett förbud mot tobaksförsäljning från olicensierade leverantörer. Under flera veckor efter 28 februari-händelsen höll rebellerna kontrollen över stora delar av huvudön Taiwan. På order av Chiang Kai-shek, satte Chen in militära trupper från fastlandet mot de taiwanesiska rebellerna. I april hade Chen avrättat eller fängslat alla ledande påstådda rebeller han kunde identifiera och fånga, och hans trupper hade (enligt en taiwanesisk delegation i Nanking) åtalat och avrättat mellan 3000 och 4000 personer över hela ön. En viktig konsekvens var att "nästan alla i den lilla gruppen ledare med modern utbildning, administrativ erfarenhet och politisk mognad" dödades.
Efter hans avsked från posten som generalguvernör i Taiwan blev Chen guvernör i provinsen Zhejiang. Han anklagades där för uppvigling till uppror mot Guomindang och för samarbete med kommunisterna, vilket ledde till att han fängslades och avrättades.